# Kurt-Tucholsky-Literaturmuseum
Das Kurt Tucholsky Literaturmuseum im Schloss Rheinsberg widmet sich dem Leben und Werk Kurt Tucholskys. Träger des Museums ist die Stadt Rheinsberg (gelegen im Landkreis Ostprignitz-Ruppin, Brandenburg).
Das Kurt Tucholsky Literaturmuseum ist das einzige Tucholsky-Museum in Deutschland. Im Mittelpunkt der Museumsarbeit steht das Sammeln, Bewahren, Erforschen und Präsentieren von Zeugnissen über das Leben und Werk Kurt Tucholskys. Anspruch des Museums ist es, mit Lesungen und Ausstellungen in Tucholskys Sinn für Toleranz und Verständigung zu werben. Das Museum bietet einen Ort für Begegnungen und für den offenen Austausch.
Zum Bestand des Museums gehören Erstausgaben, zeitgenössische Literatur und persönliche Dokumente Tucholskys, sowie von Siegfried Jacobsohn und Carl von Ossietzky.
Die Ausstellung zeigt Briefe, Autographen, Programmhefte, Zeitschriften, Dokumente, Fotos und Bücher, persönliche Gegenstände, seinen Schreibtisch und die Totenmaske des Dichters.
Das Museum bietet darüber hinaus wechselnde Kunst- und Literaturausstellungen und literarische Lesungen. Seit 1995 initiierte und betreut das Museum das Literaturstipendium „Stadtschreiber zu Rheinsberg“ für jährlich zwei Autoren bzw. Autorinnen. Von 1993 bis Anfang 2024 leitete der Germanist und Literaturwissenschaftler Peter Böthig das Kurt Tucholsky Literaturmuseum.
Anfang November 2023 wurde das Museum auf die Rote Liste des Deutschen Kulturrats gesetzt, da die Stadtverordnetenversammlung Rheinsberg kurz zuvor als Sparmaßnahme beschlossen hatte, die Stelle des Museumsleiters ab März 2024 nicht wieder zu besetzen. Seit 1. Januar 2025 gehört das Kurt Tucholsky Literaturmuseum zum Amt für Kultur, Tourismus und Wirtschaftsförderung der Stadt Rheinsberg.